# Каменногорськ
Каменногорськ рос. Каменногорск (до 1948 — А́нтреа, швед. Saint-Andre, фін. Antrea) — місто Виборзького району Ленінградської області Росії. Входить до складу Каменногорського міського поселення.
Населення — 6 739 осіб (2010 рік). 